# Felső-magyarországi felkelés
A felső-magyarországi felkelés (korábbi történeti munkákban kuruc felkelés vagy bujdosó mozgalom) az 1670-es években zajlott. Résztvevői köznemesek, jobbágyok, városi polgárok, egykori végvári katonák és erdélyi önkéntesek voltak, akik a Habsburg-kormányzat abszolutista politikája ellen küzdöttek. A kuruc felkelőkkel szemben a felső- és alsó-magyarországi helyőrségek, végvári katonák és császári ezredek fogtak fegyvert. A hadműveletek, ostromok és portyák a történelmi Magyarország keleti–északkeleti részére, Felső-Magyarország „tizenhárom vármegyéjére” estek.
A felkelés ideje alatt a császári sereg mindvégig minőségi fölényben volt, részben a nyugati típusú reguláris gyalogság alkalmazása miatt, másrészt a fontosabb várakban és városokban erős császári őrség volt elhelyezve. A felkelők ellen nem csupán német és (kisebb számban) horvát erők harcoltak, hanem (1672-től) magyar lovascsapatok is, így a felkelés regionális méretű maradt.

## Magyarország 1671 után
I. Lipót 1671 és 1681 között nyílt abszolutizmust vezetett be a Magyar Királyság területén. Eltörölte a nádori tisztséget, a magyar rendi alkotmányt felfüggesztette, Johann Caspar von Ampringen vezetésével kormányzóságot (Gubernium) állíttatott fel. Az 1671. december 11-én kelt uralkodói pátens elbocsátotta a végvári katonaság kétharmadát. Az új kormányzat jelentősen növelte az adókat, továbbá fellépett a protestánsokkal szemben: Soprontól Kassáig több szabad királyi városban a katolikusoknak adták a protestánsok templomait.
Míg a dunántúli országrész katolikus főurai (nem kivétel nélkül) támogatták a bécsi kormányzat új politikáját, addig a felföldi és tiszántúli vármegyék nagyrészt protestáns nemessége ellenezte azt. Tehát a vallási különbségek egyúttal politikai ellentéteket is magukban hordoztak.
Az 1670-es évek felső-magyarországi megmozdulásai a politikai és vallási okon túl egzisztenciális szempontokkal magyarázhatóak. A bécsi udvar illetékes pénzügyigazgatási szervei sorra elkobozták Csáky Ferenc szepesi főispán, Széchy Mária (Wesselényi Ferenc özvegye), Thököly István gróf és Bocskai István zempléni főispán javait. Az elkobzott birtokok rendszerint a Szepesi Kamara kezelésébe kerültek.
A felső-magyarországi felkelés kirobbanásának másik fő oka az adóemelés volt. Az 1671. március 21-én kelt adópátensben I. Lipót a Magyar Királyságra hárította az ott állomásozó katonaság anyagi és természetbeni ellátását (pl. takarmány). A király az évi hadiadót 870.000 
forintra növelte, holott a királyi Magyarország általában a városok adójával együtt 90–120 ezer forint hadiadót fizetett évente. Augusztusban kivetésre került a fogyasztási adó (accisa), melyet a szeszes italok, a hús és a gabona eladása után kellett fizetni. A hiányzó összeget az udvar a nemesség megadóztatásával akarta előteremteni.

## A felkelés kezdete
A felső-magyarországi nemesség rendi-függetlenségi mozgalmában más társadalmi rétegek is részt vettek. A hozzá csatlakozó, egy-két protestánsnak maradt főúr mellett, elsősorban még a protestáns prédikátorok, a végvári vitézek és a városi patríciusok egy része játszott benne fontos szerepet. A részben Erdélybe, részben a törökök uralta hódoltsági területekre menekült bujdosók megmozdulásának kezdete 1671. tavaszára-nyarára tehető.
A később kurucoknak nevezett bujdosók első komolyabb támadása 1672-ben kezdődött idősebb Petrőczy István, Szepessy Pál, Szuhay Mátyás és Kende Gábor vezetésével: a felkelők sikeresen elfoglalták Kálló, Ónod, Tokaj és Szendrő várát.  A 800–1000 fős sereg tízezer fősre duzzadt. Ezalatt Teleki Mihály 700 lovas és 500 gyalogos élén szintén benyomult Magyarországra, de a szatmári osztrák csapatok leverték, míg a bujdosók Debrecenen túlra nyomultak, de nem sikerült egy várat sem megszerezniük, mint ahogy azt tervezték, ugyanis gyakorlatilag mindenütt császári csapatok állomásoztak.
Szeptember 14-én a Kassa melletti Enyicke közelében a Paris von Spankau vezette császári sereg vereséget szenvedett a felkelőktől. Az enyickei csata után Abaúj, Gömör, Torna és Sáros vármegye a bujdosók kezére jutott. Azonban nem akadt, aki a felkelők szervezetlen tömegét összefogja, így a kuruc sereg fosztogatni kezdett.
A felkelők sikere nem volt tartós: október 26-án döntő vereséget szenvedtek Györke mellett, Spankau és Cobb tábornokok tízezres seregétől. A csata előtt Wolfgang Cobb pénzzel, ígéretekkel és a „császár szavával” sikerrel leválasztotta a felkelőseregről a hajdúcsapatokat. A császári–királyi csapatok 300 főnyi veszteségével szemben a bujdosók ötször annyi embert, ezenkívül négy ágyút és tizenöt lobogót vesztettek el. Ekkor a felkelők ellen már magyar végvári katonák is harcoltak, például báró Barkóczy István egymaga 400 lovassal vett részt az ütközetben.
Bár a györkei csatában jelentős harci képességről tettek tanúbizonyságot a felkelők, különösen a végvári, zempléni és hajdú katonák, de a császáriak jobb tüzérségével és gyalogságával szemben nem vehették fel harcot. Ráadásul az udvarhű hadak maguk is kiváló könnyűlovassággal rendelkeztek a horvát és magyar csapatok révén.
A bujdosók a vereség után még vezettek más támadásokat is Magyarországra, de Thököly Imre színre lépéséig nem tudtak tartós győzelmeket aratni. Felső-Magyarországon a császári katonaság leverte a szlovák és ruszin jobbágyság megmozdulásait is, s a bujdosókat visszaszorította Erdélybe és a Partiumba. Sem I. Apafi Mihály, sem a török szultán nem lépett fel a bujdosók megsegítésére.